# Enver Imamović
Enver Imamović (Fojnica, 29. listopada 1940.), bosanskohercegovački arheolog i povjesničar.

## Životopis
Rođen je u Fojnici, 29. listopada, 1940. godine. Gimnaziju je završio 1960. u Sarajevu, studij arheologije završio je 1965. na Filozofskom fakultetu u Zagrebu, a doktorirao je na Filozofskom fakultetu Sveučilišta u Beogradu 1974. godine s tezom Antički kultni i votivni spomenici na području unutarnjeg dijela rimske provincije Dalmacije. Na katedri opće povijesti starog vijeka Filozofskoga fakulteta u Sarajevu biran je 1968. za asistenta, 1976. za docenta, 1979. za izvanrednog i 1986. za redovnog profesora. Boravio je na specijalizaciji iz antičkih studija na Sveučilištu u Rimu, predavao je i kao gostujući profesor na sveučilištima u Kairu, Minyi, New Delhiju, Bombayu i Calcutti. Sudjelovao je u arheološkim ekspedicijama u Tibetu, Nepalu, Indiji, Tajlandu, Andama, Galapagosu i u području Amazone. U ratnim godinama 1992. – 1995. bio je direktor Zemaljskog muzeja, a od 1995. je predsjednik Nacionalnog povjerenstva Međunarodnog muzejskog vijeća (ICOM) za BiH. 
Surađivao je u časopisima Istorijski zapisi (Titograd 1972., 1975., 1978.), Jadranski zbornik (1972.), Naše starine (1972.), Otočki ljetopisi (1973., 1975., 1980.), Godišnjak Centra za balkanološka ispitivanja ANUBiH (1974.), Prilozi Instituta za istoriju u Sarajevu (1975. – 1976., 1978., 1980., 1990.), Godišnjak Društva istoričara Bosne i Hercegovine (1976.), Radovi Filozofskog fakulteta u Sarajevu (1976., 1980.), Glasnik Zemaljskog muzeja BiH (1979. – 1980., 1996.), Obavijesti Hrvatskoga arheološkog društva (1983.), Tribunia (1983.), Zbornik Arheološkog društva BiH (1983.), Dometi (1984.), Acta historico-oeconomica Iugoslaviae (1987.), Annales de l’Institut français de Zagreb (1987.), Kabes (1998.). 

## Područje zanimanja
Antička prošlost Balkanskog poluotoka, povijest srednjovjekovne BiH. 

## Nepotpuna bibliografija
1. Antički kultni i votivni spomenici na području Bosne i Hercegovine. Sarajevo 1977.
2. Nerezine na otoku Lošinju. Sarajevo 1979.
3. Povijesno-arheološki vodič po Osoru. Sarajevo 1979.
4. Olimpijske igre u starom vijeku. Tuzla 1984.
5. Otoci Lošinj i Cres od ranog srednjeg vijeka do konca XVIII stoljeća. Mali Lošinj 1987.
6. Neum i bosansko primorje,Sarajevo 1994.(suatorstvo s Ibrahimom Bušatlijom i Ibrahimom Tepićem )
7. Korijeni Bosne i bosanstva. Sarajevo 1995.
8. Porijeklo i pripadnost stanovništva Bosne i Hercegovine. Sarajevo 1998.
9. Bosna i Hercegovina od najstarijih vremena do kraja Drugog svjetskog rata. Sarajevo 1998.
10. Historija bosanske vojske. Sarajevo 1999.
11. Korijeni i život bosanskog plemstva kroz historiju. Sarajevo 2018.
12. Pogibija braće Morić. Sarajevo 2021.